# Притајено зло: Коначно поглавље
Притајено зло: Коначно поглавље (енгл. Resident Evil: The Final Chapter) акциони је хорор филм из 2016. године, у режији Пола В. С. Андерсона који је такође написао сценарио. Наставак филма Притајено зло: Освета (2012), шести је део филмске серије Притајено зло и последњи филм оригиналне серије, по истоименој серији Resident Evilвидео-игара. Главне улоге глуме: Мила Јововић, Ијан Глен, Али Лартер, Шон Робертс, Овен Макен, Руби Роуз и Вилијам Леви. Прати Алис и њене пријатеље које издаје клон Алберта Вескера, који окупља читаве снаге корпорације Umbrella у последњи напад на преживеле апокалипсе.
Шести и последњи филм серије, поднасловљен Коначно поглавље, најавио је Sony Pictures, а снимљен је у 2D формату и накнадно конвертован у стереоскопски 3D. Настављајући радњу претходног филма, Андерсон је изразио жељу да се последњи филм „употпуни круг”, враћајући ликове, теме и окружење Кошнице из првог филма. Снимање је почело 18. септембра 2015. у Јужноафричкој Републици.
Премијерно је приказан 23. децембра 2016. у Токију. Добио је помешане критике и постао филм са највећом зарадом у франшизи, зарадивши преко 312 милиона долара широм света уз буџет од 40 милиона долара. Рибут, Притајено зло: Почетак, приказан је 2017. године.

## Радња
У флешбеку се открива да је др Џејмс Маркус, оснивач корпорације Umbrella, имао ћерку Алисију, која је умирала од прогерије. Очајнички желећи да је спасе, Маркус је конфисковао непроверени ембрионални пројекат корпорације који је првобитно креирао његов колега др Чарлс Ашфорд и користио га на Алицији и другима са сличном болешћу. Након што је још једно дете лечено вирусом умрло, а затим реанимирано као бесни зомби, Маркус је наредио да се пројекат прекине и забранио Ашфорду да га икада више настави. Његов партнер, др Александер Ајзакс, наредио је Алберту Вескеру да убије Маркуса, а затим је усвојио Алисију и преузео корпорацију. Алисија је потом наследила очев удео од 50%.
После догађаја у Вашингтону, Алис се буди након што ју је Вескер издао. Црвена Краљица се појављује и говори Алис да има 48 сати да се инфилтрира у Кошницу која се налази у Ракун Ситију. Umbrella Corporation је развила антивирус који се преноси ваздухом, који може да убије сваки организам заражен Т-вирусом, али чека да последњих неколико преосталих људи буде избрисано.
На путу до Ракун Ситија, Алис заробљава др Ајзакс, сазнавши да је „Ајзакс” којег је претходно убила заправо клон. Она бежи из његовог конвоја и стиже до Ракун Ситија, где је упада у заседу групе преживелих: Дока, Абигејла, Кристијана, Коболта, Рејзора и Клер Редфилд, која је преживела напад на Аркадију. Ајзаксов конвој се приближава, а прати га хорда зомбија. Алис и група побеђују конвој, враћају неколико Ајзаксових заробљеника и спаљују хорду, али је Коболт убијен. Алис и група улазе у Кошницу, на дну кратера који је настао након детонације нуклеарне бомбе која је претходно бачена на град. Вескер, који контролише Кошницу, пушта мутиране псе чуваре, убијајући Кристијана и ослобођеног заробљеника.
Црвена Краљица се појављује и објашњава Алис да је њен програм у сукобу, јер она никада не може повредити запосленог у корпорацији, али такође мора ценити људски живот. Пушта видео-снимак др Ајзакса који објашњава руководиоцима корпорације план за ослобађање Т-вируса, ослододивши свет од људи, док би многи богати и моћни, укључујући руководиоце корпорације, били смештени у криогеним капсулама у Кошници, са намером да поново изграде свет након апокалипсе која је настала. Црвена Краљица упозорава Алис да неко из њене групе помаже корпорацији.
Група наилази на неколико замки које убијају Абигејл и Рејзора. Алис и Док постављају бомбе широм Кошнице, од преостале опреме првобитног тима. Алис се суочава са правим, технолошки унапређеним, др Ајзаксом. Открива се да је Док шпијун, а Вескер је ухватио Клер. Криогена капсула се отвара, ослобађајући Алисију Маркус, сувласницу корпорације и Маркусову ћерку. Ајзакс открива Алис да је она заправо клон Алисије, пре него што настави да објашњава свој план да их елиминише и преузме контролу над корпорацијом. Алисија отпушта Вескера, дозвољавајући Црвеној Краљици да му згњечи ноге сигурносним вратима. Док покушава да пуца у Алис, али његов пиштољ је празан —— с обзиром да је Алис одавно схватила да је он шпијун — и Клер га погуби. Након што су Вескеру дале прекидач припремљене бомбе, Алис и Клер јуре Ајзакса док Алисија отрепма копију својих успомена из детињства.
Ајзакс, Алис и Клер се сукобљавају; Ајзакс савладава Клер и напада Алис у соби с ласером, док је на крају побеђује, али она користи тај тренутак да активира гранату у његовом џепу. Бежи на површину са антивирусом, али Ајзакс се поново покреће и хвата је пре него што је успела да га ослободи. Долази клон Ајзакса (из конвоја) и убија га, верујући да је оригинални Ајзакс, али клона тада прождиру немртви. Алис пушта антивирус, убијајући све немртве око себе пре него што се онесвести. Вескер истовремено испушта прекидач, уништавајући себе, Алисију, Кошницу и богате људе у хибернацији.
Клер буди Алис, која је преживела јер је антивирус убио само Т-вирус у њеном телу, а не здраве ћелије. Црвена Краљица преноси Алисијина сећања из детињства у Алис. Она путује на Менхетн говорећи да ће антивирусу, ношеном само ветровима, требати године да стигне до свих крајева света, а док то не уради, њена мисија није завршена.

## Улоге
| Глумац        | Улога                |
| ------------- | -------------------- |
| Мила Јововић  | Алис                 |
| Ијан Глен     | др Александер Ајзакс |
| Али Лартер    | Клер Редфилд         |
| Шон Робертс   | Алберт Вескер        |
| Овен Макен    | Док                  |
| Фрејзер Џејмс | Рејзор               |
| Руби Роуз     | Абигејл              |
| Вилијам Леви  | Кристијан            |
| Рола          | Коболт               |
| Евер Андерсон | Црвена Краљица       |
| Ли Џун-хи     | командант Чу         |
| Марк Симпсон  | др Џејмс Маркус      |